# FK Torpedo Mahiliow
Pour les articles homonymes, voir Torpedo (homonymie).
Maillots
Le Futbolny Klub Tarpeda Mahiliow, plus couramment abrégé en FK Tarpeda Mahiliow (en biélorusse : ФК Тарпеда Магілёў) ou FK Torpedo Moguilev (en russe : ФК Торпедо Могилёв), est un club biélorusse de football fondé en 1959 (puis refondé en 2014 après une faillite en 2005) et basé dans la ville de Mahiliow.

## Historique

### Histoire
L'équipe a évolué à 10 reprises dans le championnat de Biélorussie de 1992 à 2000.

### Repères historiques
- 1959 : fondation du club sous le nom de Metallurg Moguilev
- 1962 : le club est renommé Kirovets Moguilev
- 1964 : le club est renommé Metallurg Moguilev
- 1979 : le club est renommé Torpedo Moguilev
- 1996 : le club est renommé Torpedo-Kadino Mahiliow
- 2014 : Refondation après la faillite sous le nom de Torpedo Mahiliow

## Bilan sportif

### Palmarès
| Compétitions nationales                       | Compétitions soviétiques                                  |
| --------------------------------------------- | --------------------------------------------------------- |
| - Coupe de Biélorussie - Finaliste : 1994-95. | - Championnat de RSS Biélorussie (1) : - Champion : 1982. |

### Bilan par saison
Légende
- Vice-champion ou finaliste de la compétition.
- Promu en division supérieure.
- Relégué en division inférieure.

| Saison    | Championnat  | Championnat  | Championnat  | Championnat  | Championnat  | Championnat  | Championnat  | Championnat  | Championnat  | Championnat  | Coupe de Biélorussie |
| Saison    | Division     | Pos          | Pts          | J            | V            | N            | D            | BP           | BC           | Diff         | Coupe de Biélorussie |
| --------- | ------------ | ------------ | ------------ | ------------ | ------------ | ------------ | ------------ | ------------ | ------------ | ------------ | -------------------- |
| 1992      | 1re          | 7e           | 16           | 15           | 4            | 8            | 3            | 16           | 14           | +2           | Seizièmes de finale  |
| 1992-1993 | 1re          | 8e           | 33           | 32           | 10           | 13           | 9            | 35           | 30           | +5           | Huitièmes de finale  |
| 1993-1994 | 1re          | 14e          | 20           | 30           | 5            | 10           | 15           | 20           | 23           | -3           | Seizièmes de finale  |
| 1994-1995 | 1re          | 11e          | 28           | 30           | 8            | 12           | 10           | 28           | 32           | -4           | Finale               |
| 1995      | 1re          | 11e          | 17           | 15           | 4            | 5            | 6            | 17           | 21           | -4           | Huitièmes de finale  |
| 1996      | 1re          | 14e          | 27           | 30           | 7            | 6            | 17           | 27           | 64           | -37          | Huitièmes de finale  |
| 1997      | 1re          | 15e          | 28           | 30           | 7            | 7            | 16           | 29           | 59           | -30          | Huitièmes de finale  |
| 1998      | 1re          | 12e          | 29           | 28           | 7            | 4            | 17           | 30           | 40           | -10          | Huitièmes de finale  |
| 1999      | 1re          | 14e          | 23           | 30           | 6            | 5            | 19           | 30           | 69           | -39          | Huitièmes de finale  |
| 2000      | 1re          | 15e          | 17           | 30           | 5            | 2            | 23           | 31           | 71           | -40          | Seizièmes de finale  |
| 2001      | 2e           | 5e           | 46           | 28           | 14           | 4            | 10           | 29           | 29           | 0            | Quarts de finale     |
| 2002      | 2e           | 10e          | 34           | 30           | 9            | 7            | 14           | 41           | 44           | -3           | Seizièmes de finale  |
| 2003      | 2e           | 9e           | 42           | 30           | 11           | 9            | 10           | 37           | 37           | 0            | Seizièmes de finale  |
| 2004      | 2e           | 12e          | 32           | 30           | 7            | 11           | 12           | 31           | 45           | -14          | Seizièmes de finale  |
| 2005      | 2e           | 12e          | 29           | 30           | 7            | 8            | 15           | 22           | 45           | -23          | Premier tour         |
| 2005      | 2e           | 12e          | 29           | 30           | 7            | 8            | 15           | 22           | 45           | -23          | Seizièmes de finale  |
| 2006-2014 | Club inactif | Club inactif | Club inactif | Club inactif | Club inactif | Club inactif | Club inactif | Club inactif | Club inactif | Club inactif | Club inactif         |
| 2015      | 3e Groupe A  | 5e           | 29           | 18           | 9            | 2            | 7            | 33           | 28           | +5           | —                    |
| 2016      | 3e           | 10e          | 26           | 24           | 7            | 5            | 12           | 41           | 59           | -18          | Premier tour         |
| 2016      | 3e           | 10e          | 26           | 24           | 7            | 5            | 12           | 41           | 59           | -18          | Huitièmes de finale  |